# Lysimachia chekiangensis
Lysimachia chekiangensis är en viveväxtart som beskrevs av C.C. Wu. Lysimachia chekiangensis ingår i släktet lysingar, och familjen viveväxter. Inga underarter finns listade i Catalogue of Life.